# Persone di nome Rino
| Questa pagina contiene informazioni ricavate automaticamente dalle voci biografiche con l'ausilio del template Bio e di un bot. L'aggiornamento è periodico e automatico e ricostruisce completamente la pagina. Se manca una persona in questa lista, sei pregato di non aggiungerla, ma accertati piuttosto che la sua voce biografica contenga il template Bio e che i dati anagrafici siano correttamente compilati. Se il template Bio manca, inseriscilo tu stesso o, in alternativa, metti l'avviso {{tmp\|Bio}} che ne segnala la mancanza. Se i dati riportati sono sbagliati, correggi direttamente la voce biografica; le modifiche saranno visibili in questa lista entro pochi giorni. Per chiarimenti vedi il progetto antroponimi. La lista contiene solo le 72 persone che sono citate nell'enciclopedia e per le quali è stato implementato correttamente il template Bio. Pagina aggiornata al 22 gen 2025. |

Questa è una lista di persone presenti nell'enciclopedia che hanno il nome Rino, suddivise per attività principale.

## Allenatori di calcio(3)
- Rino Gandini, allenatore di calcio e ex calciatore italiano (Verona, n. 1960)
- Rino Lavezzini, allenatore di calcio italiano (Fidenza, n. 1952)
- Rino Mussi, allenatore di calcio e dirigente sportivo italiano (Casale Cremasco-Vidolasco, n. 1947)

## Allenatori di calcio a 5(1)
- Rino Chillemi, allenatore di calcio a 5 italiano (Augusta, n. 1967)

## Arbitri di calcio(1)
- Rino Possagno, arbitro di calcio italiano (Treviso, n. 1930 - Treviso, † 2016)

## Architetti(1)
- Rino Tami, architetto svizzero (Monteggio, n. 1908 - Lugano, † 1994)

## Arcivescovi cattolici(1)
- Rino Fisichella, arcivescovo cattolico e teologo italiano (Codogno, n. 1951)

## Attori(1)
- Rino Genovese, attore italiano (Napoli, n. 1905 - Napoli, † 1967)

## Attori teatrali(2)
- Rino Marcelli, attore teatrale italiano (Napoli, n. 1931 - Napoli, † 2016)
- Rino Sudano, attore teatrale, regista e drammaturgo italiano (Catania, n. 1941 - Quartu Sant'Elena, † 2005)

## Calciatori(13)
- Rino Anto, calciatore indiano (Thrissur, n. 1988)
- Rino Bon, calciatore e allenatore di calcio italiano (Mestre, n. 1940 - Venezia, † 2012)
- Rino Carlini, calciatore italiano (Ceggia, n. 1933 - Genova, † 2017)
- Rino Ceccardi, calciatore italiano (Ligonchio, n. 1944 - Reggio Emilia, † 2024)
- Rino De Togni, calciatore italiano (Baruchella, n. 1922 - Malesco, † 1983)
- Rino Di Fraia, calciatore italiano (Sestri Levante, n. 1932 - Sestri Levante, † 2010)
- Rino Ferrario, calciatore italiano (Albiate, n. 1926 - Torino, † 2012)
- Rino Gritti, calciatore italiano (Verdello, n. 1948 - Verdellino, † 1983)
- Rino André Hansen, calciatore norvegese (Fredrikstad, n. 1970 - Fredrikstad, † 2024)
- Rino Marchesi, ex calciatore e allenatore di calcio italiano (San Giuliano Milanese, n. 1937)
- Rino Micheli, calciatore italiano
- Rino Moretta, calciatore francese (n. 1983)
- Rino Rado, ex calciatore italiano (San Stino di Livenza, n. 1941)

## Cantanti(4)
- Rino Da Positano, cantante, compositore e paroliere italiano (Napoli, n. 1914 - Napoli, † 1964)
- Rino Loddo, cantante italiano (Cagliari, n. 1927 - Roma, † 1988)
- Rino Palombo, cantante italiano (Napoli)
- Rino Salviati, cantante italiano (Montelibretti, n. 1922 - Roma, † 2016)

## Cantautori(1)
- Rino Gaetano, cantautore italiano (Crotone, n. 1950 - Roma, † 1981)

## Cestisti(1)
- Rino Di Cera, cestista italiano (Muzzana del Turgnano, n. 1927 - † 2000)

## Ciclisti su strada(1)
- Rino Benedetti, ciclista su strada italiano (Ponte Buggianese, n. 1928 - Lucca, † 2002)

## Conduttrici televisive(1)
- Rino Sashihara, conduttrice televisiva e produttrice discografica giapponese (Ōita, n. 1992)

## Contrabbassisti(1)
- Rino Zurzolo, contrabbassista italiano (Napoli, n. 1958 - Napoli, † 2017)

## Cuochi(1)
- Rino Quagliotti, cuoco italiano (Mezzani, n. 1922 - Langhirano, † 2014)

## Diplomatici(1)
- Rino De Nobili Di Vezzano, diplomatico e politico italiano (La Spezia, n. 1899 - Lugano, † 1947)

## Direttori della fotografia(1)
- Rino Filippini, direttore della fotografia italiano (Roma, n. 1920 - Perugia, † 1998)

## Dirigenti sportivi(1)
- Rino Foschi, dirigente sportivo italiano (Forlì, n. 1946)

## Disc jockey(1)
- DJ Double S, disc jockey italiano (Torino, n. 1978)

## Doppiatori(2)
- Rino Bolognesi, doppiatore e direttore del doppiaggio italiano (Bologna, n. 1932 - Roma, † 2020)
- Rino Romano, doppiatore e attore canadese (Toronto, n. 1969)

## Fagottisti(1)
- Rino Vernizzi, fagottista italiano (Mezzano Inferiore, n. 1946 - † 2022)

## Filologi(1)
- Rino Avesani, filologo e paleografo italiano (Verona, n. 1931 - Roma, † 2023)

## Filosofi(1)
- Rino Genovese, filosofo, scrittore e editore italiano (Napoli, n. 1953)

## Fotografi(1)
- Rino Barillari, fotografo italiano (Limbadi, n. 1945)

## Fumettisti(1)
- Rino Anzi, fumettista italiano (Milano, n. 1910 - † 1977)

## Generali(1)
- Rino Corso Fougier, generale e aviatore italiano (Bastia, n. 1894 - Roma, † 1963)

## Giornalisti(3)
- Rino Bulbarelli, giornalista italiano (Mantova, n. 1931 - Mantova, † 2014)
- Rino Icardi, giornalista e paroliere italiano (Alessandria, n. 1937 - Roma, † 2023)
- Rino Negri, giornalista italiano (Pavia, n. 1924 - Milano, † 2011)

## Microbiologi(1)
- Rino Rappuoli, microbiologo italiano (Radicofani, n. 1952)

## Militari(1)
- Rino Erler, militare italiano (Oderzo, n. 1913 - Roma, † 1978)

## Partigiani(3)
- Rino Della Negra, partigiano francese (Vimy, n. 1923 - Mont Valérien, † 1944)
- Rino Pachetti, partigiano e operaio italiano (Livorno, n. 1913 - Rosignano Marittimo, † 2000)
- Rino Ruscello, partigiano italiano (Imola, n. 1927 - Imola, † 1944)

## Pattinatori di short track(1)
- Rino Vanhooren, pattinatore di short track belga (Bruges, n. 1996)

## Pistard(1)
- Rino Pucci, pistard italiano (Chiesina Uzzanese, n. 1922 - Milano, † 1986)

## Pittori(4)
- Rino Ferrari, pittore, illustratore e scultore italiano (Paderno Ponchielli, n. 1911 - Cremona, † 1986)
- Rino Golinelli, pittore italiano (Bomporto di Modena, n. 1932 - Modena, † 2017)
- Rino Guglielmo, pittore italiano (Este, n. 1910 - Este, † 1994)
- Rino Valido, pittore, scultore e designer italiano (Varazze, n. 1947)

## Politici(4)
- Rino Daus, politico italiano (Perugia, n. 1900 - Grosseto, † 1921)
- Rino Nanni, politico italiano (Vergato, n. 1928 - † 2001)
- Rino Piscitello, politico italiano (Palermo, n. 1960)
- Rino Serri, politico italiano (Casina, n. 1933 - Roma, † 2006)

## Registi(1)
- Rino Di Silvestro, regista italiano (Roma, n. 1932 - Roma, † 2009)

## Rugbisti a 15(1)
- Rino Francescato, ex rugbista a 15 italiano (Treviso, n. 1957)

## Sciatrici freestyle(1)
- Rino Yanagimoto, sciatrice freestyle giapponese (Tsushima, n. 2000)

## Scrittori(3)
- Rino Alaimo, scrittore, illustratore e regista italiano (Agrigento, n. 1982)
- Rino Bizzarro, scrittore, regista e attore italiano (Bari, n. 1946)
- Rino Cammilleri, scrittore e giornalista italiano (Cianciana, n. 1950)

## Scultori(1)
- Rino Mordacci, scultore e pittore italiano (La Spezia, n. 1912 - La Spezia, † 2007)

## Sindacalisti(1)
- Rino Di Meglio, sindacalista italiano (Torre del Greco, n. 1949)

## Truccatori(1)
- Rino Carboni, truccatore italiano